# Нижній Вішур
Нижній Вішу́р (рос. Нижний Вишур) — присілок в Можгинському районі Удмуртії, Росія.
До присілка було приєднано сусідній присілок Верхній Вішур.
Урбаноніми:
- вулиці — Верхня, Зарічна, Зелена, Молодіжна, Садова, Центральна, Шкільна

## Населення
Населення — 557 осіб (2010; 513 в 2002).
Національний склад станом на 2002 рік:
- удмурти — 92 %